# 前川定理

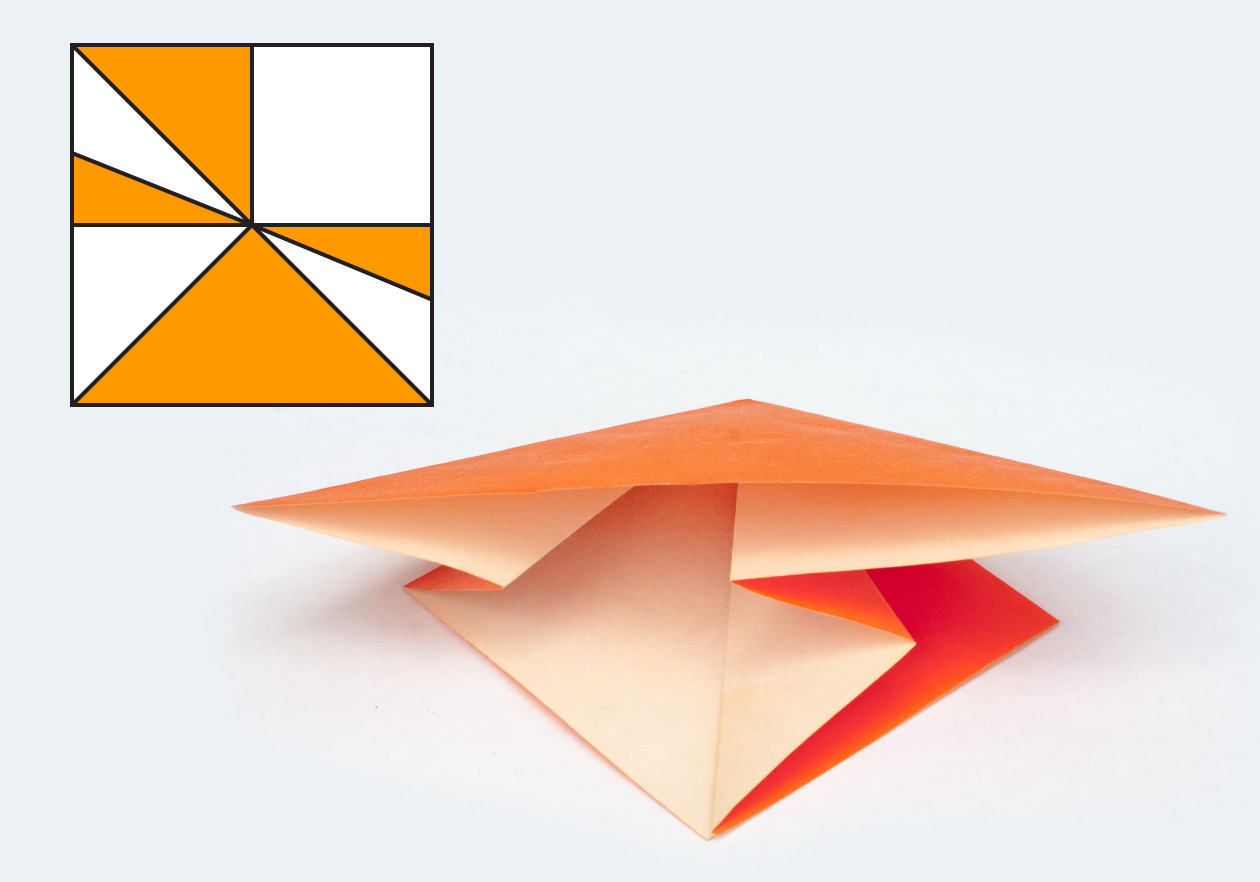
この1頂点の折り目パターンでは、山折りの数（オレンジ色が外側になる折り）と谷折りの数（白い側が外側になる折り）は異なる。

前川定理は、折り紙の定理の一つであり、「平坦折りの折り目は、全ての頂点において山折りと谷折りの数の差が±2である」という定理である。折紙の数学研究者である前川淳にちなんで名付けられた。同様の定理がジャック・ジャスティンや、前川以前にも村田三良によっても発見されていた。 

## パリティとカラーリング
前川定理は、山折りと谷折りの数の差が2であることを述べているが、この条件は各頂点の折り線の数（次数）が偶数でなければならないことも示している。
また各頂点の折り線の数が偶数である性質は、（オイラーグラフと2部グラフ間の平面グラフの双対性の形式を介して）隣り合う小面同士が異なる色になるように小面を2色で塗り分けられる（彩色できる）ことも意味している。またその2色は、折り畳まれた状態において、各小面がどちらの色を上にしているかを示していることからも定性的に確認できる。 

## 関連する性質
前川定理は、平坦折りが可能な折り目パターンを完全に特徴付けるものではなく、平坦折りの必要条件である。また各頂点の近傍についてさえ十分条件ではなく、必要条件でしかない。これは、角度を無視し、各タイプの折り畳みの数のみを考慮するためである。 この、角度について考えたものが川崎定理である。 